# Cierto azul
Cierto azul, publicado el 18 de noviembre de 2009, es la tercera novela del escritor  costarricense Fernando Contreras Castro y su séptima publicación.  Considerado por algunos críticos como la tercera parte de la trilogía no oficial comenzada con Única mirando al mar y luego con Los peor, el escritor retoma su estilo narrativo urbano ambientado en las calles de la ciudad de  San José en Costa Rica. Poco tiempo después de su publicación, se ha convertido en un texto de estudio recomendado por el Ministerio de Educación Pública (Costa Rica) en centros educativos de ese país.
El autor utiliza como base de la estructura del libro, el disco de música Kind of blue del jazzista norteamericano Miles Davis por la forma en la que están titulados los capítulos, cada uno nombrado como un tema del disco. Lleno de lecciones de vida y letras de canciones inspiradoras, se realzan en la narración valores como la amistad, el compañerismo, el optimismo y la sinceridad.

## Sinopsis
Freddie Freeloader es el nombre del protagonista, un gato nacido en los Estados Unidos, pero que llegó a Costa Rica por razones ajenas a él. En suelo  tico conoce a un grupo de gatos con los que conforma un sexteto de jazz, olvidando sus problemas pasados.  Arturo es un niño de siete años, huérfano, al que Freddie encuentra llorando en solitario, y al que protege sin querer. Lo lleva hasta el refugio de los gatos, y es luego adoptado por el sexteto, creciendo allí con ellos y adoptando hábitos felinos, además del gusto por el jazz y la buena música.

## Análisis
El libro comprende una serie de metáforas que deben ser interpretadas para entender plenamente su significado. Los protagonistas son gatos con deseos de legítima libertad y una gran capacidad creativa y expresiva, a los cuales la especie dominante mira con recelo. El perro es caricaturizado como una especia sin capacidad de razonamiento, y con sujeción voluntaria a las fuerzas que lo oprimen.

Los gatos aceptamos solo el buen trato, a diferencia de los perros, a los que sus amos pueden malmatar a palos sin que renuncien por ello a moverles la cola y lamerles las manos con las que los torturan..
Fernando Contreras Castro. Cierto azul, pág. 11.

## Personajes principales
- Freddie Freeloader: Personaje principal del libro, nieto de un legendario gato llamado Freddie Freeloader, compañero de Miles Davis, del que adopta su nombre. Viene a dar a Costa Rica tras una desafortunada apuesta por parte de su dueño, pero en ese país es capaz de rehacer su vida.

- Arturo: Niño que huye de su casa porque es agredido por sus padres, viviendo en condición de calle es adoptado por el sexteto de gatos. En su condición de ciego, las personas en el mercado central lo perciben como un mendigo acompañado de gatos. Bajo la tutela de Freddie y los demás, pronto aprende a olfatear como gato, a comer ratones, y por supuesto, a tocar la trompeta. Mientras el niño va creciendo, los gatos se preguntan qué hacer con él una vez que sea incapaz de atravesar la puerta secreta del refugio del sexteto.

'La parte humana de Arturo era la más problemática. ¡Pobre! Su olfato tan perezoso, su oído tan limitado, sus uñas tan cortas, y su peor desventaja: no tenía cola, y ese enorme y disfuncional tamaño… Teníamos mucho trabajo por aquella época con el chico..
Fernando Contreras Castro. Cierto azul, pág. 25.

- Valentina: Miembro del sexteto de jazz, de no mucha importancia en la historia, a excepción de que en una especie de ceremonia matrimonial, se convierte en la compañera del protagonista.

- El sexteto: Los seis gatos que conforman la familia de Freddie Freeloader (incluyéndolo). Aman la música, la alegría, la improvisación, y el filosofar largamente sobre la libertad y el amor entre muchos otros temas